# Matojärvi ishall
Matojärvi ishall (i folkmun "Matto") är en ishall i Kiruna. Den fick sitt tak inför säsongen 1956/1957 vilket är två år tidigare än Rosenlundshallen i Jönköping. Därför räknar norrbottningar ofta hallen som Sveriges äldsta, men då hallen bara fick tak 1956 och inte väggar har den inte fått erkännande som Sveriges äldsta hall i resten av Sverige.
I Matojärvi ishall har många av Kirunas stora profiler och landslagsmän i ishockey fått sin ishockeyfostran, såsom Eilert "Garvis" Määttä, Tord Lundström, Börje Salming, Hasse Karlsson, Hans Särkijärvi, Lennart "Klimpen" Häggroth,  och Pekka Lindmark, men också senare namn som Andreas Hadelöv Mikael Lasu, Joel Asp, Kim Sunna och Emma Eliasson. År 1962 fick hallen aggregat för konstfryst is.
Matojärvi var hemmaarena för Kiruna AIF och IFK Kiruna till säsongen 78-79, då man flyttade till nybyggda Lombia. Sedan dess används Matojärvi som ungdomshall.
Matojärvi är med på listan över de hundra idrottsliga kulturmiljöer som Riksidrottsförbundet uppmärksammat med anledning av sitt 100-årsjubileum 2003, och som finns vidare beskrivna i boken "På edra platser" som Riksantikvarieämbetet givit ut. Riksidrottsförbundet pekar särskilt på Matojärvis betydelse för arbetaridrotten i Kiruna med spänningen mellan arbetarnas Kiruna AIF och det borgerliga IFK Kiruna (tjänstemännens lag), samt att 50-talet är den tid då hockeyn på allvar slog rot i Sverige.
Isladan ligger på lågfjället Haukivaara i stadsdelen Norrmalm på Matojärvi idrottsplats, där det också finns skidstadion, fotbollsplan, friidrottsbanor, omklädningsrum och sekretariat.